# Eötvös (cráter)
El ingeniero y físico húngaro Eötvös da nombre a los restos de un cráter de impacto de la cara oculta de la Luna. Se encuentra al norte-noroeste de la llanura de borde escarpado del  cráter Roche, y al este-sureste de los restos del cráter Bolyai.
|  |  |

Sólo queda la sección noroeste del borde del cráter. El resto forma una plataforma circular irregular ascendente. El borde es casi inexistente a lo largo del sureste, donde se une a una llanura irregular hasta llegar al borde del cráter Roche. Una serie de cráteres pequeños se encuentran a lo largo del borde noreste, y otro más hacia el suroeste. El interior es relativamente llano, marcado por una serie de pequeños cráteres, así como por otros relieves superpuestos (conocidos como palimpsestos, por su parecido conceptual con este tipo de escritos donde se superponen escrituras de distintas fechas), elevaciones circulares superficiales que apenas son reconocibles como cráteres.

## Cráteres satélite
Por convención estos elementos son identificados en los mapas lunares poniendo la letra en el lado del punto medio del cráter que está más cerca de Eötvös.
|        | \| Eötvös \| Coordenadas \| Diámetro \| \| ------ \| ------------------------------- \| -------- \| \| B \| 33°00′S 134°48′E / -33.0, 134.8 \| 22 km \| \| D \| 34°24′S 136°06′E / -34.4, 136.1 \| 16 km \| \| E \| 34°30′S 138°06′E / -34.5, 138.1 \| 23 km \| \| F \| 35°48′S 136°12′E / -35.8, 136.2 \| 21 km \| \| T \| 35°18′S 130°48′E / -35.3, 130.8 \| 15 km \| |          |
| Eötvös | Coordenadas | Diámetro |
| B      | 33°00′S 134°48′E / -33.0, 134.8 | 22 km    |
| D      | 34°24′S 136°06′E / -34.4, 136.1 | 16 km    |
| E      | 34°30′S 138°06′E / -34.5, 138.1 | 23 km    |
| F      | 35°48′S 136°12′E / -35.8, 136.2 | 21 km    |
| T      | 35°18′S 130°48′E / -35.3, 130.8 | 15 km    |